# Jan Potocki (zm. 1675)
Jan Potocki herbu Pilawa (ur. 1616–1618, zm. na przełomie kwietnia i maja 1675 roku) – poseł, wojewoda bracławski, kasztelan sądecki, starosta czerwonogrodzki, pułkownik królewski.

## Wywód genealogiczny
| 4. Mikołaj Potocki       |  |                    |  |  |                |
|                          |  | 2. Stefan Potocki  |  |  |                |
| 5. Katarzyna Jemielnicka |  |                    |  |  |                |
|                          |  |                    |  |  | 1. Jan Potocki |
| 6. Jeremi Mohyła         |  |                    |  |  |                |
|                          |  | 3. Maria Mohylanka |  |  |                |
| 7. Elżbieta              |  |                    |  |  |                |
|                          |  |                    |  |  |                |

## Życiorys
Ojciec Stefan Potocki był wojewodą bracławski. Jan miał braci: Pawła, kasztelana kamienieckiego, historyka i Piotra, rotmistrza wojsk koronnych.
W 1649 roku został dworzaninem królewskim, rok później rotmistrzem królewskim. Od roku 1663 kasztelan sądecki i wojewoda bracławski.
Ożenił się po raz pierwszy z Teresą z Cetnerów herbu Przerowa, córką Aleksandra Cetnera, kasztelana halickiego; ich synem był Stefan Aleksander Potocki, strażnik wielki koronny, łowczy wielki koronny oraz wojewoda bełski. Po raz drugi ożenił się z Urszulą z Daniłowiczów herbu Sas.
Był właścicielem m.in. Buczacza, Potoku Złotego.